# اسیدوری ترکیبی مالونیک و متیل مالونیک
اسیدوری ترکیبی مالونیک و متیل مالونیک (به انگلیسی: Combined malonic and methylmalonic aciduria, CMAMMA ) که اسیدمی ترکیبی مالونیک و متیل مالونیک نیز نامیده می شود، یک بیماری متابولیک ارثی است که با افزایش سطح اسید مالونیک و متیل مالونیک اسید مشخص می شود. برخی از محققان این فرضیه را مطرح کرده اند که CMAMMA ممکن است یکی از رایج ترین اشکال اسیدمی متیل مالونیک و احتمالاً یکی از شایع ترین خطاهای ذاتی متابولیسم باشد. این بیماری به دلیل اینکه به ندرت تشخیص داده می شود، اغلب شناسایی نمی شود.

## علائم و نشانه های بیماری
فنوتیپ های بالینی CMAMMA بسیار ناهمگن هستند و از علائم بدون علامت، خفیف تا شدید متغیر هستند. پاتوفیزیولوژی زمینه ای این بیماری هنوز شناخته نشده است. علائم زیر در مرجعیات گزارش شده است:
- اسیدوز متابولیک[۵][۷][۸]
- کما[۲][۶]
- هیپوگلیسمی[۲][۶][۷]
- تشنج[۲][۵][۷][۸]
- بیماری های دستگاه گوارش[۵][۸]
- تاخیر در رشد[۲][۵][۸]
- تاخیر در گفتار[۱][۲][۴]
- شکست در رشد[۲]
- بیماری روانی[۲]
- مشکلات حافظه[۲]
- زوال شناختی[۲]
- آنسفالوپاتی[۴]
- کاردیومیوپاتی[۵][۷][۸]
- ویژگی های بدشکلی[۵][۸]

هنگامی که اولین علائم در دوران کودکی ظاهر می شوند، به احتمال زیاد اختلالات متابولیک واسطه ای هستند، در حالی که در بزرگسالان این علائم معمولاً علائم عصبی هستند.

## علت ها
CMAMMA را می توان بر اساس علت به دو اختلال ارثی جداگانه تقسیم کرد: یکی کمبود آنزیم میتوکندریایی اسیل کوآ سنتتاز (acyl-CoA synthetase) عضو خانواده 3، کدگذاری شده توسط ژن ACSF3 (OMIM#614265). اختلال دیگر کمبود مالونیل کوآ دکربوکسیلاز است که توسط ژن MLYCD (OMIM#248360) کدگذاری شده است.

## تشخیص
با توجه به طیف گسترده ای از علائم بالینی و تا حد زیادی از طریق برنامه های غربالگری نوزادان، CMAMMA یک بیماری شناخته نشده در نظر گرفته می‌شود.

### برنامه های غربالگری نوزادان
از آنجایی که CMAMMA ناشی از ACSF3 منجر به تجمع متیل مالونیل-CoA، مالونیل-CoA، یا پروپیونیل-CoA نمی شود و همچنین ناهنجاری هایی در پروفایل اسیل کارنیتین دیده نمی شود، CMAMMA توسط برنامه های غربالگری استاندارد مبتنی بر خون در نوزادان تشخیص داده نمی شود.
یک مورد خاص در استان کبک اتفاق می افتد که علاوه بر آزمایش خون، ادرار را در روز بیست و یکم پس از تولد با برنامه غربالگری خون و ادرار نوزادان کبک غربالگری می کند. این امر استان کبک را در زمینه تحقیقات CMAMMA جالب می کند، زیرا تنها گروه بیماران در جهان را بدون سوگیری انتخاب نشان می دهد.

### نسبت مالونیک اسید به متیل مالونیک اسید
با محاسبه نسبت مالونیک اسید / متیل مالونیک اسید در پلاسما، یک بیمار CMAMMA را می توان به وضوح از بیماری اسیدمی متیل مالونیک کلاسیک متمایز کرد. این برای هر دو، پاسخ دهندگان به ویتامین B12 و غیر پاسخ دهندگان در متیل مالونیک اسیدمی صادق است. استفاده از مقادیر اسید مالونیک و مقادیر اسید متیل مالونیک در ادرار برای محاسبه این نسبت مناسب نیست.
در CMAMMA به دلیل ACSF3، سطح متیل مالونیک اسید از اسید مالونیک بیشتر است. در مقابل، عکس آن در مورد CMAMMA به دلیل کمبود مالونیل کوآ دکربوکسیلاز صادق است.

### آزمایش ژنتیک
CMAMMA را می توان با تجزیه و تحلیل ژن های ACSF3 و MLYCD تشخیص داد. غربالگری گسترده حامل در دوره درمان باروری همچنین می تواند ناقلان جهش در ژن ACSF3 را شناسایی کند.

## همچنین ببینید
- متیل مالونیک اسیدمی
- ارگانیک اسیدوری
- پروپیونیک اسیدمی